# Diosgenina
La diosgenina es un Δ5 espirostano obtenido por hidrólisis de la saponina dioscina. Se encuentra en abundancia significativa en las raíces de las especies Dioscorea composita y Dioscorea floribunda.

## Usos
Debido a su semejanza estructural, se utiliza como materia prima en la producción sintética de hormonas esteroidales.

## Síntesis de esteroides

### Síntesis del precursor común

#### 1) Protección del doble enlace
Como primer paso de la síntesis de esteroides se procede a la protección del doble enlace con bromo (Br2).

#### 2) Clivaje espiroacetálico
El clivaje del sustituyente espiroacetal se produce con anhídrido acético a altas temperaturas.

#### 3) Oxidación
Se produce la oxidación del doble enlace, abriéndose de este modo el anillo E.

#### 4) Hidrólisis
Con una base en condiciones suaves se produce la hidrólisis de los ésteres y la posterior eliminación del protón del carbono 17, formándose un doble enlace. La 5α,6β-dibromo-3β-hidroxipregn-16-en-20-ona producida es el precursor común en la síntesis de hormonas esteroidales.